# 披针叶溲疏
披针叶溲疏（学名：Deutzia monbeigii var. lanceolata）为虎耳草科溲疏属下的一个变种。

## 扩展阅读
- 維基物種上的相關：披针叶溲疏